# ヴェールに包まれたキリスト像
ヴェールに包まれたキリスト像 (イタリア語: Cristo velato,英語: Veiled Christ) とはジュゼッペ・サンマルティーノによって製作された大理石の彫刻。ナポリのサンセヴェーロ聖堂で保存されている。
1753年に製作されたこの彫刻は、世界でも最高傑作の彫刻の1つともされる。アントニオ・カノーヴァは、このような傑作を作れるのであれば生涯の10年を喜んで差し出してもよいと評し、作品の習得を試みた。

## 歴史と記録
ヴェールに包まれたキリスト像の製作は彫刻家であったアントニオ・コッラディーニに依頼されたものであった。しかしまもなくしてアントニオがなくなると、テラコッタの原型のみが作成された（現在ではサン・マルティーノ国立博物館で展示されている）。製作はジュゼッペ・サンマルティーノに引き継がれ「彫像と同じ石からなる透き通った彫刻のヴェールで覆われた、主イエス・キリストの死を表す、偉大なまでのリアリズムで刻まれた大理石像」へと高められた。
サンマルティーノは張り付くようなヴェールで完全に覆われた寝台の上に横たわるキリストの亡骸の作品を製作した。ナポリの熟練の彫刻家は、彼の成功はヴェールを通した下から見える肉体やその表情からキリストの受けた磔の間の苦しみの描写にあるとした。
最終的には彫像の足元にはこの芸術家自身の手により、彼の受けた拷問具であるいばらの冠、杭にいくつかの枷が彫られた。

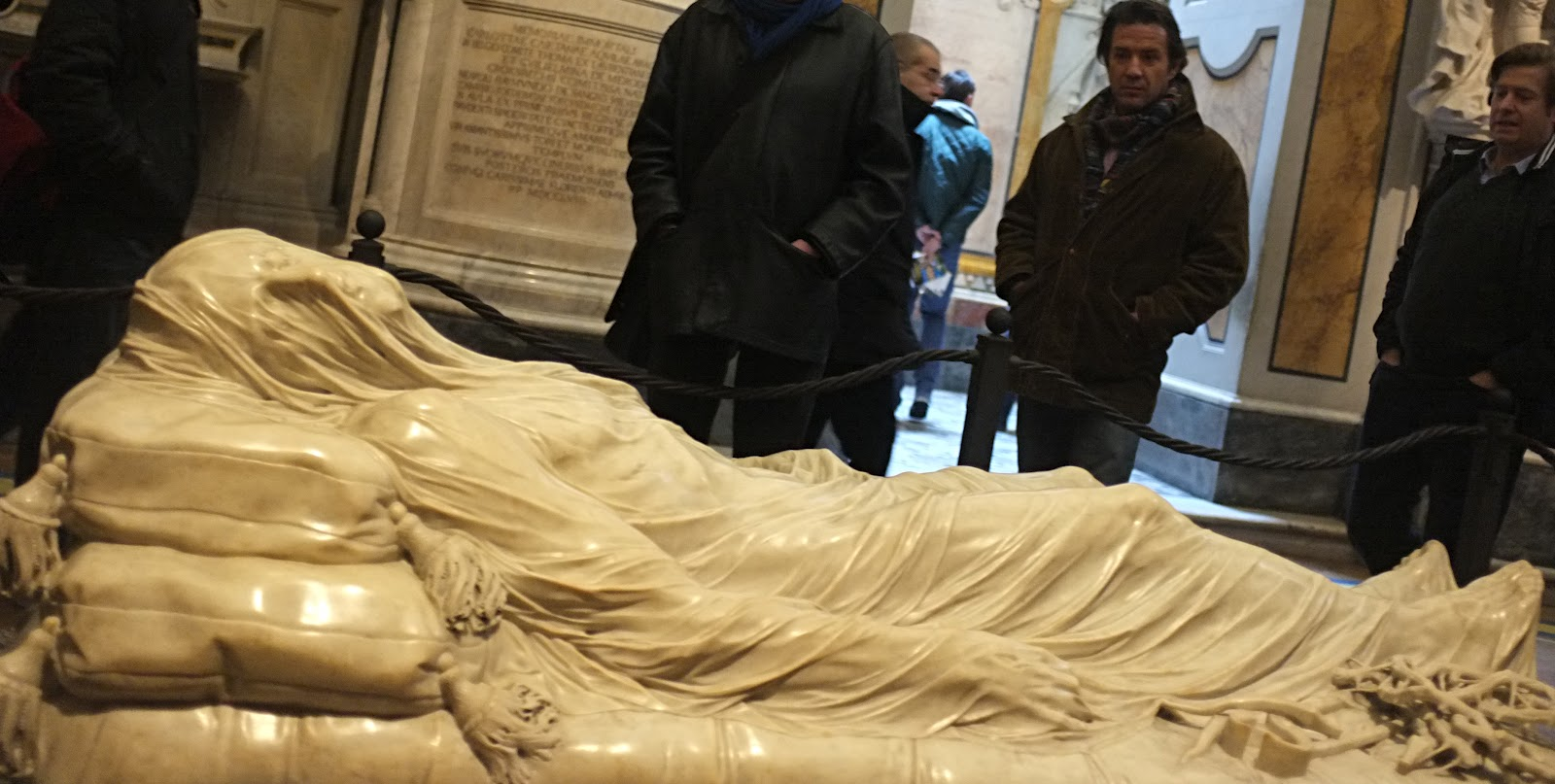
サン・セヴェーロ聖堂での展示

## ヴェールの伝説

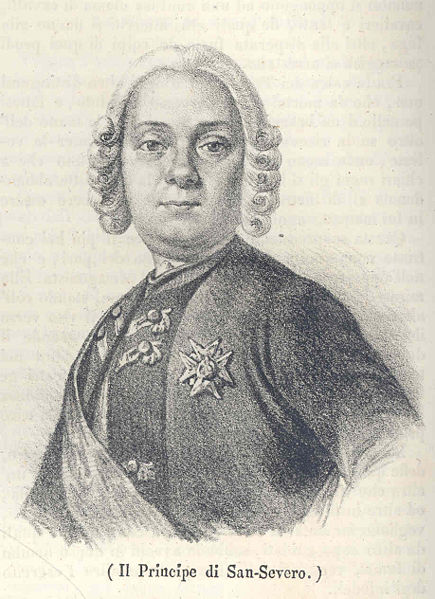
ライモンド・ディ・サングロ

何世紀にも渡り、ヴェールの優れた描写について誰が本当の監修であるかについて伝説を獲得することとなった。この伝説は、有名な科学者で錬金術師のライモンド・ディ・サングロ公爵が彫刻家に衣服を大理石に変えてしまう方法を教えたというものであった。約3世紀に渡り、真実、聖堂に訪れた多くの訪問者は、ヴェールの彫刻に呆然とし、公爵が錬金術により、公爵が意図的に本物のヴェールを彫刻に被せ薬品処理により時間をかけて大理石に変化させたという「大理石化」を施した結果であると誤って信じることとなった。
実際には、詳細な分析結果が残されており、作品は完全に大理石で生産されていることに疑いは無く、製作時に書かれたいくつかの文書によっても確認されている。ナポリ銀行の歴史的記録には、1752年12月16日付けで公爵に署名されたサンマルティーノへの制作費支払いの受領証が保管されており、次のように記されている。
そして、あなたは前述の50ドゥカートを私に代わり、我らが主の死の彫刻とまたそれ覆う大理石のヴェールのために、素晴らしきジュゼッペ・サンマルティーノへと支払うように。—ライモンド・ディ・サングロ
また、ライモンド・ディ・サングロは別の手紙においても、ヴェールは彫像と同じ石のブロックから作成されたと記している。